# Junta Provisional do Governo Supremo do Reino
A Junta Provisional do Governo Supremo do Reino foi o governo que administrou Portugal após a Revolução liberal do Porto a 24 de Agosto de 1820. Esta junta era composta por dois órgãos: Junta Provisional do Governo Supremo e Junta Preparatória das Cortes.

## Junta Provisional do Governo Supremo do Reino
A Junta Provisional do Governo Supremo do Reino é presidida, inicialmente, por José Gomes Freire de Andrade, de Lisboa, e o vice-presidente António da Silveira Pinto da Fonseca, do Porto, passando este último a presidente a 28 de Setembro. O Governo é constituído pelos seguintes deputados: Hermano José Braamcamp do Sobral, Manuel Fernandes Tomás, Frei Francisco de São Luís Saraiva, José Joaquim Ferreira de Moura e pelo Conde de Penafiel. 
As diferentes pastas são da responsabilidade de:
- José Ferreira Borges e José da Silva Carvalho: reino e fazenda
- Roque Ribeiro de Abranches Castelo Branco: negócios estrangeiros; é substituído por António da Silveira Pinto da Fonseca a 13 de Novembro de 1820
- Bernardo Correia de Castro e Sepúlveda: guerra e marinha

## Junta Preparatória das Cortes
A Junta Preparatória das Cortes era composta por:
- Barão de Molelos
- Bento Pereira de Carvalho
- Bento Pereira do Carmo
- Bernardo Sepúlveda
- Conde de Resende
- Manuel Maria Baltasar de Sampaio Melo e Castro Torres e Lusignan, Conde de Sampaio
- Filipe Ferreira de Araújo e Castro
- Francisco de Lemos Bettencourt
- Francisco de Sousa Cirne de Madureira
- Francisco Gomes da Silva
- Francisco José de Barros Lima
- João da Cunha Sotto-Mayor
- Joaquim Pedro Gomes de Oliveira
- José da Silva Carvalho
- José de Melo e Castro Abreu
- José Ferreira Borges
- José Manuel Ferreira de Sousa e Castro
- José Maria Xavier de Araújo
- José Nunes da Silveira
- Luís Pedro de Andrade Brederode
- Manuel Vicente Teixeira de Carvalho
- Pedro Leite Pereira de Melo
- Sebastião Drago Valente de Brito Cabreira